# ФК Диана
Диана е български футболен отбор в състава на спортно дружество в град Варна от началото на XX век.
Клубът е основан през 1919 г. На 23 юли 1924 г. в 18:00 часа на Колодрума във Варна в напрегнат и груб лигов мач ФК Диана побеждава ФК Шипченски сокол с 1:0. С това клубът натрупва четири победи в Първа
дивизия на Държавното първенство по футбол. Отборът е първи във Варна, но първенството не завършва.
През 1942 г. става регионален шампион на Варненската спортна област и участва в Държавното първенство, като завършва на 4 място. След 1945 г. отборът се разпада.

## Успехи
- 4-то място в Държавното първенство през 1942 г.
- Двукратен полуфиналист за Царската купа през 1939 и 1940 г.